# أنجيلا نيدلياكوفا
أنجيلا نيدلياكوفا (بالبلغارية: Анжела Недялкова) هي ممثلة بلغارية ولدت في يوم 2 مارس 1991 في مدينة صوفيا عاصمة بلغاريا. بدأت التمثيل في سنة 2009 ومثلت في فيلم إيف في سنة 2011 وفيلم افتتان بلغاري في سنة 2014 و جناح الفردوس في سنة 2015 و تي 2 تراينسبوتينغ في سنة 2017 وفيلم إيبيزا في سنة 2018.